# Golf von Kos
Der Golf von Kos (griechisch Κόλπος Κως) liegt in der Ägäis und ist der kleinasiatischen Küste vorgelagert und befindet sich am nordöstlichen Ende der griechischen Insel Kos. Dem Golf von Kos gegenüber liegt der Golf von Gökova (türkisch Gökova Körfezi; auch griechisch Κεραμεικός κόλπος, türkisch Kerme Körfezi, Golf von Keramos).

## Name, Geographie und Geschichte
Der Golf wurde nach der Hauptstadt Kos der griechischen Insel Kos benannt. Das westliche Ende des Golfs wird vom Kap Ammoudia (auch Kap Skandari)  eingenommen und das östliche Ende vom Kap Louros  Von Kap Ammoudia bis Kap Louros beträgt die Entfernung etwa 5,8 Kilometer. Vom nördlichsten gelegenen Punkt der Insel Kos, Kap Ammoudia, bis zum nächstgelegenen Punkt des türkischen Festlandes sind es nur rund 5 Kilometer.
Innerhalb des Golfs, der eine Wasserfläche von rund 7 km² umfasst, befindet sich der maritime Zugang zur Stadt Kos mit dem Hafen von Kos (Mandraki, griechisch Λιμάνι Μανδράκι) und der Johanniterburg Neratzia, ein Yachthafen sowie mehrere touristisch erschlossenen Strände und Ressorts.
Zwischen 1986 und 2005 wurden rund um den Golf von Gökova/Golf von Kos durch das Kandilli-Observatorium der Universität Istanbul sieben Erdbeben über Magnitude 5 nachgewiesen.

## Schiffsverbindungen
Durch den Golf von Kos verlaufen die regelmäßigen und öffentlich zugänglichen Schiffsverbindungen nach Bodrum bzw. Turgutreis, Kalymnos, Leros, Patmos, Samos, Pserimos, Rhodos, Nisyros, Tilos und Symi. Zwischen dem Golf von Gökova  und dem Golf von Kos liegt auch ein beliebtes Seglerrevier.

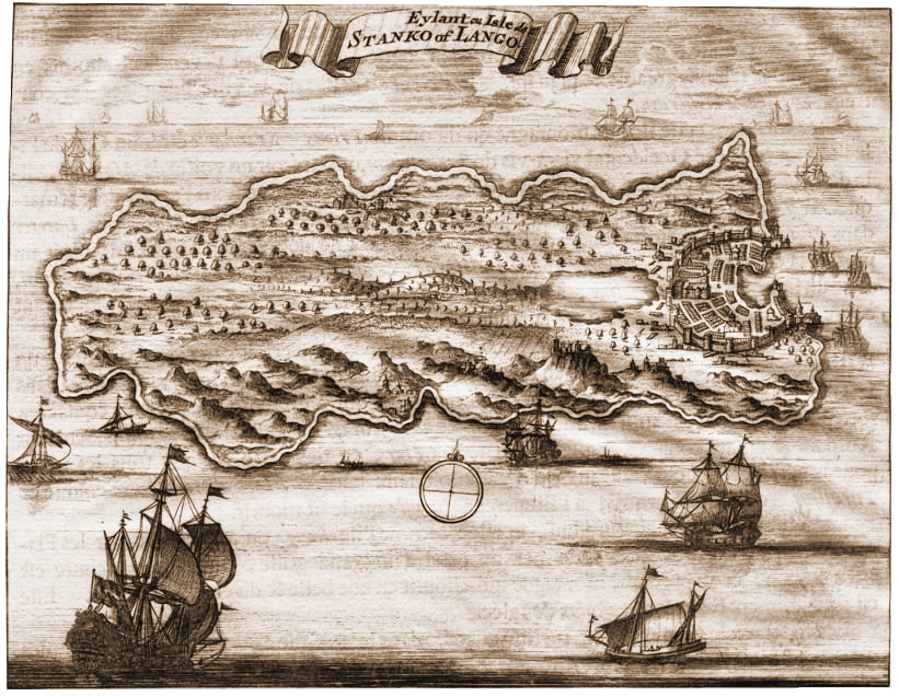
Darstellung der Insel Kos 1702
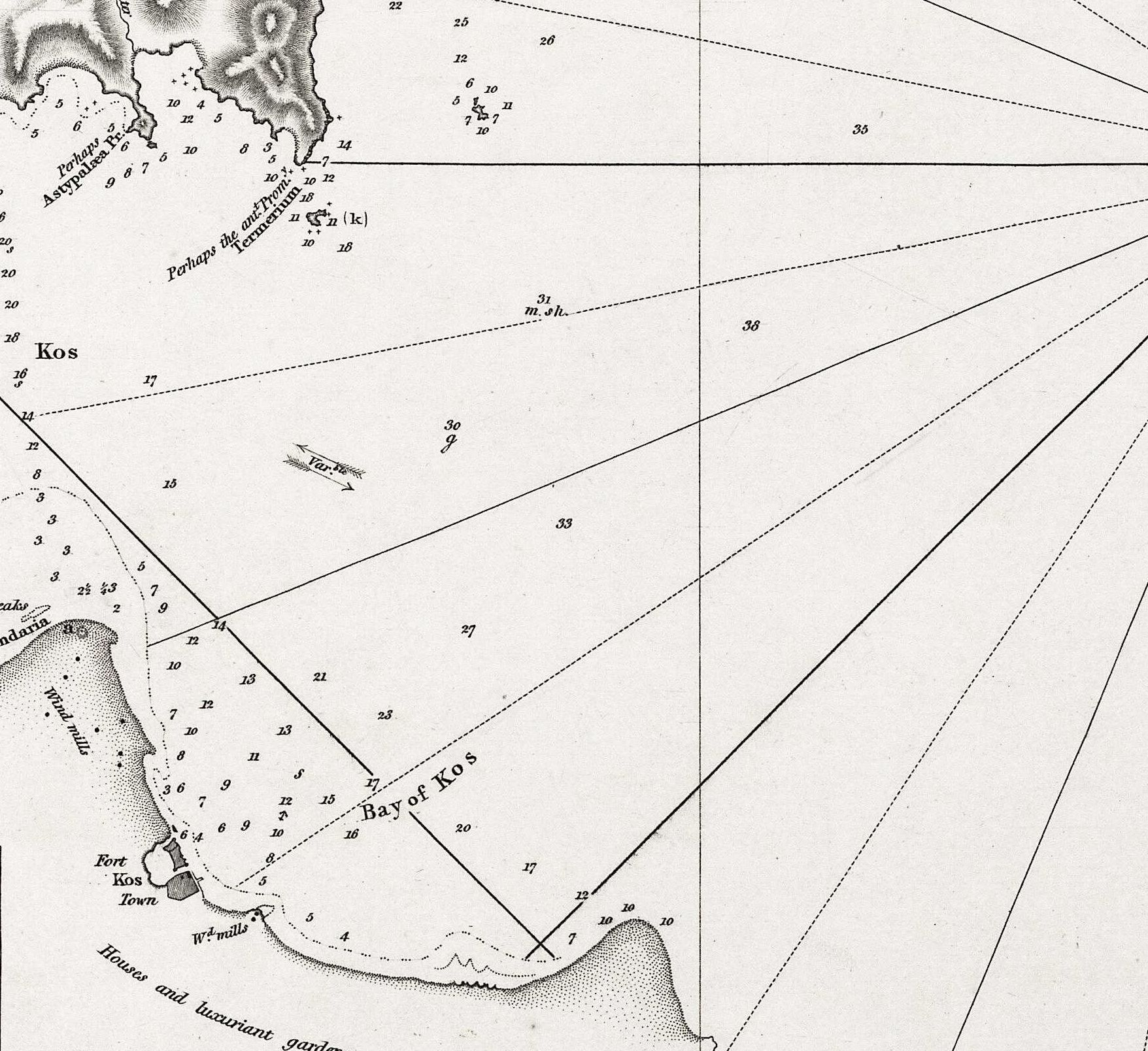
Darstellung des Golf von Kos 1812 durch die Britische Admiralität